# Cuapetes americanus
Cuapetes americanus is een garnalensoort uit de familie van de Palaemonidae. De wetenschappelijke naam van de soort is voor het eerst geldig gepubliceerd in 1878 door Kingsley.